# Kelvin Sommer
Kelvin Sommer, född 25 juni 1944 i Danmark, är en dansk-svensk målare, sedan 1966 bosatt i Sverige.
Sommers tidiga måleri präglas av den abstrakta expressionismen. På senare år är konstnärskapet mer nedtonat, ofta med landskap målade med stor färgrikedom.
Måleriet har alltid ackompanjerats med skulpturen som uttrycksform där lekfullhet och intellektuell eftertanke speglat hans alster.
Sommers konstnärsgärning täcker stora områden och hans drivkraft och förmåga att entusiasmera generationer av konststuderande på flera konstskolor i Sverige och Norden genom åren har gett honom ett uppskattat renommé även inom utbildningssektorn.
Han har varit gift med konstnären Marita Norin.

## Representation
Sommer finns bland annat representerad på:
- Statens konstråd
- Strängnäs museum
- Sörmlands museum
- Örebro läns museum
- Eskilstuna konstmuseum
- Danska statens samlingar
- Färöarnas konstmuseum Torshavn
- Alvar Aalto-museet, Jyväskylää;
- Teckningsmuseet Laholm;
- Kommuner, landsting och privata samlingar i Norden, U.S.A och Australien.